# L'occhio della maga
L'occhio della maga è la sesta storia della serie horror per ragazzi La Strada della Paura, scritta da R. L. Stine. È stata la sesta ad essere pubblicata in Italia.

## Trama
Kelsey Moore, una ragazza residente a Fear Street, è convinta che tutte le storie che circolino sulla strada in cui lei abita altro non siano che fandonie e superstizioni da popolino. Un giorno incontra una chiromante chiamata Madame Valda, che le dice che "solo gli sciocchi non hanno paura" e che le farà passare un'estate che la costringerà ad affrontare le sue paure più inconsce e recondite.